# Xihe 2

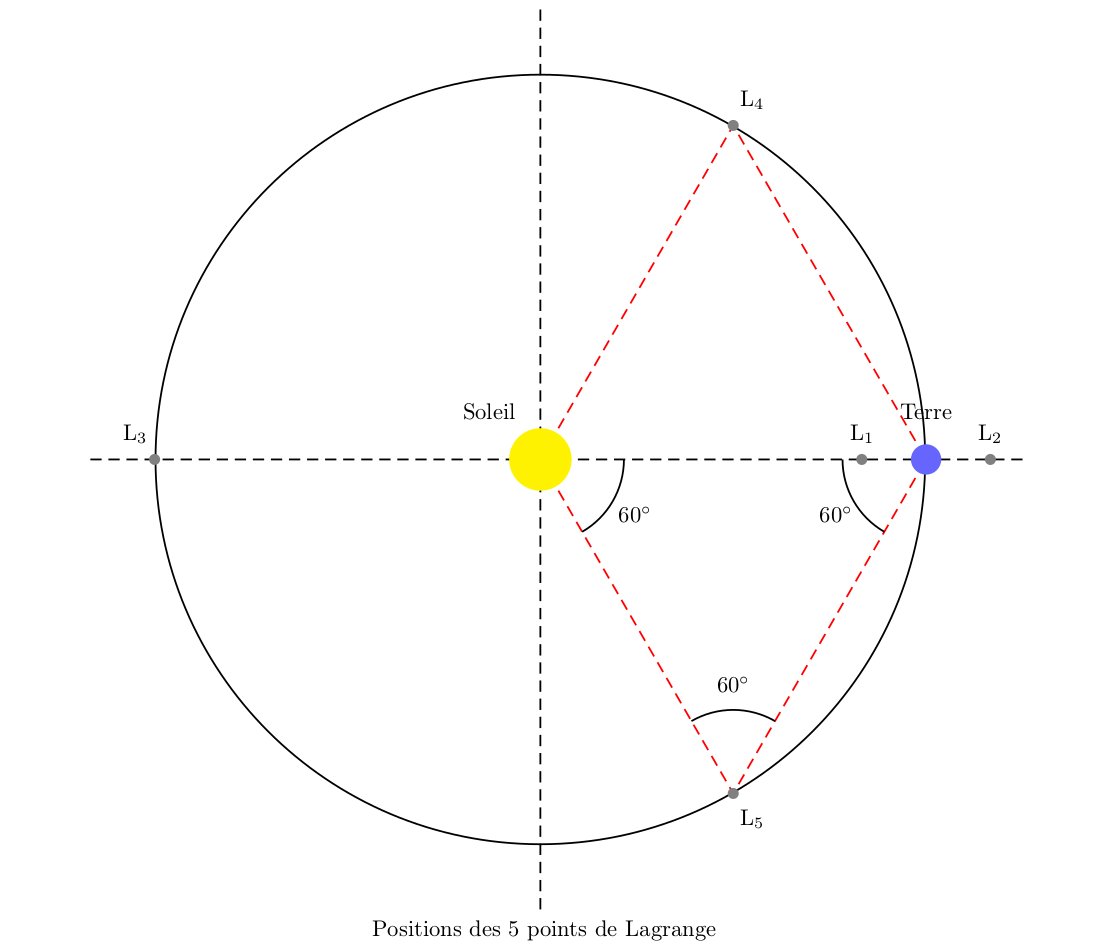
Position des points de Lagrange du système Terre-Soleil.

Xihe 2 (chinois : 羲和二号 ; pinyin : Xīhé Hào d'après le nom d'une déesse du Soleil de la mythologie chinoise), également appelé  Lagrange-V Solar Observatory (LAVSO),  est un observatoire spatial chinois dont a mission est de collecter des données sur l'activité solaire contribuant aux prévisions de météorologie spatiale, c'est-à-dire de détecter et caractériser les éruptions solaires avant qu'elles ne parviennent au niveau de la Terre. Comme le satellite européen Vigil, Xihe 2 sera placé au point de Lagrange L5 du système Terre-Soleil ce qui lui permettra d'observer la face cachée du Soleil plusieurs jours avant que celle-ci pivote en direction de la Terre. Le satellite, qui emporte une panoplie de cinq instruments, doit être lancé vers 2027. Xihe 2 est le deuxième observatoire spatial chinois après Chinese Hα Solar Explorer (Xihe/CHASE) lancé en 2021.

## Historique
Le satellite est développé par la SAST de Shanghaï, l'Agence météorologique chinoise et l'Université de Nankin.  Xihe 2 est le deuxième observatoire spatial chinois après Chinese Hα Solar Explorer (Xihe/CHASE) lancé en 2021.

## Caractéristiques techniques
L'observatoire solaire a une masse de 1,7 tonnes.  

## Instruments
L'observatoire spatial emporte cinq instruments  : 
- une caméra pour étudier la polarité du champ magnétique de la photosphère solaire.
- une caméra observant dans l'ultraviolet extrême (13 à 17 nanomètres), avec un champ de vue de 54 x 54 minutes d'arc et une cadence de prises d'image de 20 secondes.
- un coronographe chargé d'observer la couronne solaire pour suivre l'évolution des  éjections de masse coronale. Son champ de vue s'étend de 1,3 à 15 rayons solaires et il prend une image avec une périodicité comprise entre 5 et 20 minutes et une résolution spatiale de 3,7 à 70 secondes d'arc.
- un spectromètre à rayons X et gamma observant dans les bandes d'énergie respectivement de 10 à 200 keV et  de 10 à 100 MeV.
- un instrument pour mesurer le plasma du vent solaire.

## Déroulement de la mission
Xihe 2 doit être lancé vers 2027 et après un transit de 2 ans se placer en orbite autour du point de Lagrange L5 du système Terre-Soleil  (cf schéma ci-contre). Cette position lui permettra d'observer la face cachée du Soleil plusieurs jours avant que celle-ci pivote en direction de la Terre. La durée initiale de la mission est de cinq ans.  